# Clenleu
Clenleu és un municipi francès situat al departament del Pas de Calais i a la regió dels Alts de França. L'any 2007 tenia 172 habitants.

## Demografia

### Població
El 2007 la població de fet de Clenleu era de 172 persones. Hi havia 69 famílies de les quals 19 eren unipersonals (4 homes vivint sols i 15 dones vivint soles), 23 parelles sense fills i 27 parelles amb fills.
La població ha evolucionat segons el següent gràfic:
Habitants censats

### Habitatges
El 2007 hi havia 77 habitatges, 68 eren l'habitatge principal de la família, 5 eren segones residències i 4 estaven desocupats. Tots els 77 habitatges eren cases. Dels 68 habitatges principals, 55 estaven ocupats pels seus propietaris, 11 estaven llogats i ocupats pels llogaters i 1 estava cedit a títol gratuït; 1 tenia dues cambres, 6 en tenien tres, 24 en tenien quatre i 37 en tenien cinc o més. 58 habitatges disposaven pel capbaix d'una plaça de pàrquing. A 37 habitatges hi havia un automòbil i a 26 n'hi havia dos o més.

### Piràmide de població
La piràmide de població per edats i sexe el 2009 era:
| Homes | Edats   | Dones |
| ----- | ------- | ----- |
| 0     | 95 o +  | 0     |
| 0     | 90 a 94 | 0     |
| 0     | 85 a 89 | 0     |
| 0     | 80 a 84 | 0     |
| 4     | 75 a 79 | 4     |
| 8     | 70 a 74 | 8     |
| 4     | 65 a 69 | 4     |
| 4     | 60 a 64 | 4     |
| 4     | 55 a 59 | 0     |
| 4     | 50 a 54 | 0     |
| 0     | 45 a 49 | 4     |
| 4     | 40 a 44 | 4     |
| 16    | 35 a 39 | 12    |
| 4     | 30 a 34 | 8     |
| 8     | 25 a 29 | 4     |
| 4     | 20 a 24 | 12    |
| 4     | 15 a 19 | 12    |
| 12    | 10 a 14 | 12    |
| 24    | 5 a 9   | 4     |
| 0     | 0 a 4   | 0     |

## Economia
El 2007 la població en edat de treballar era de 106 persones, 75 eren actives i 31 eren inactives. De les 75 persones actives 71 estaven ocupades (40 homes i 31 dones) i 4 estaven aturades (1 home i 3 dones). De les 31 persones inactives 8 estaven jubilades, 18 estaven estudiant i 5 estaven classificades com a «altres inactius».

### Ingressos
El 2009 a Clenleu hi havia 73 unitats fiscals que integraven 200 persones, la mediana anual d'ingressos fiscals per persona era de 15.388 €.

### Activitats econòmiques
Dels 7 establiments que hi havia el 2007, 2 eren d'empreses de construcció, 1 d'una empresa de comerç i reparació d'automòbils, 1 d'una empresa de transport, 2 d'empreses de serveis i 1 d'una empresa classificada com a «altres activitats de serveis».
Dels 2 establiments de servei als particulars que hi havia el 2009, 1 era una empresa de construcció i 1 perruqueria.
L'any 2000 a Clenleu hi havia 11 explotacions agrícoles.

## Equipaments sanitaris i escolars
El 2009 hi havia una escola elemental integrada dins d'un grup escolar amb les comunes properes formant una escola dispersa.

## Poblacions més properes
El següent diagrama mostra les poblacions més properes.